# ГЕС Локтак
ГЕС Локтак – гідроелектростанція на сході Індії у штаті Маніпур. Використовує деривацію ресурсу зі сточища річки Маніпур, яка дренує обернену в бік М’янми сторону водорозділу між басейнами Брахмапутри та Іраваді (Маніпур впадає ліворуч до Myittha, правої притоки Чиндвін, котра в свою чергу є правою притокою Іраваді). 
В межах проекту Маніпур одразу після злиття двох витоків – лівого Імпхал та правого Khunga (мають південний та східний напрямок течії відповідно) – перекрили греблею висотою 11 та довжиною 59 метрів. Створений нею підпір дозволяє спрямовувати ресурс до розташованого у межиріччі цих витоків озера Локтак – великої, частково покритої плаваючою рослинністю водойми, пов’язаної протокою з Імпхалом. Зі створеного таким чином сховища, рівень поверхні якого в операційному режимі коливається між позначками 766,2 та 768,5 метра НРМ, у західному напрямку прокладено дериваційний канал довжиною 2,3 км та шириною 18 метрів. За ним починається тунель, що проходить під водороздільним хребтом до долини річки Лейматак, яка дренує обернений на захід схил гір Маніпура та є лівою притокою річки Локтак. Остання є лівою притокою Іранг, котра в свою чергу впадає ліворуч в Барак – верхню течію Меґхни. Таким чином, створена дериваційна схема перекидає ресурс між басейнами Андаманського моря (куди впадає Іраваді) та Бенгальської затоки (сюди прямує Меґхна, зливаючись на своєму шляху зі спільним рукавом Гангу і Брахмапутри Падмою).  
Після тунелю, що має довжину 6,6 км та діаметр 3,8 метра, вода потрапляє у три напірні водоводи довжиною по 1,3 км та діаметром 2,3 метра. Вони подають ресурс до наземного машинного залу, обладнаного трьома турбінами типу Френсіс потужністю по 35 МВт, які при напорі від 284 до 306 метрів (номінальний 298 метрів) забезпечують виробництво 448 млн кВт-год електроенергії на рік.
Видача продукції відбувається по ЛЕП, розрахованих на роботу під напругою 132 кВ.
Можливо відзначити, що гідрокомплекс Локтак також забезпечує зрошення 23 тисяч гектарів земель.